# Tony Orlando
Michael Anthony Orlando Cassavitis (Nueva York, 3 de abril de 1944) conocido profesionalmente como Tony Orlando, es un cantante, compositor, productor, ejecutivo musical y actor estadounidense, conocido por su asociación con la agrupación Tony Orlando and Dawn y sus éxitos en la década de 1970.
Orlando formó el grupo de doowop The Five Gents en 1959 a la edad de 15 años, llamando la atención del editor y productor musical Don Kirshner. A la edad de 17 años, en 1961, Orlando tuvo su primer éxito con la canción "Ding Dong" en el sello discográfico MILO. Kirshner lo contrató para componer canciones como parte de la próspera comunidad de compositores del Edificio Brill de Nueva York, junto con otros compositores como Carole King, Neil Sedaka, Toni Wine, Barry Mann, Cynthia Weil, Bobby Darin y Connie Francis. Orlando también fue contratado para cantar en demos de compositores, y los sencillos lanzados con Orlando como solista comenzaron a aparecer en las listas de éxitos en los Estados Unidos y el Reino Unido a partir de 1961 con "Halfway to Paradise" y "Bless You". Orlando continuó como solista y también se convirtió en productor, así como en un exitoso ejecutivo de la música a finales de la década de 1960. Fue contratado por Clive Davis como director general del sello editorial de Columbia Records, April-Blackwood Music en 1967, y a finales de la misma década había sido ascendido a vicepresidente de Columbia/CBS Music.

## Primeros años y carrera
Michael Anthony Orlando Cassavitis nació el 3 de abril de 1944, hijo de padre griego y madre puertorriqueña. Pasó sus primeros años en Hell's Kitchen, Manhattan, Nueva York. En su adolescencia, la familia se mudó a Union City, Nueva Jersey y más tarde a Hasbrouck Heights, Nueva Jersey. [6]
La carrera musical de Orlando comenzó con The Five Gents, un grupo de doo-wop que formó en 1959 a los 15 años, con quien grabó cintas de demostración. Llamó la atención del editor y productor de música Don Kirshner, quien lo contrató para escribir canciones en una oficina frente al Brill Building de Nueva York, junto con Carole King, Neil Sedaka, Toni Wine, Barry Mann, Bobby Darin, Connie Francis y Tom y Jerry, que no llegó a la oficina hasta que cambiaron su nombre a Simon and Garfunkel. [1] Kirshner también contrató a Orlando para grabar demostraciones de compositores como solista, y su primer éxito llegó a la edad de 16 años cuando llegó a las listas de Estados Unidos y el Reino Unido con los éxitos "Bless You" y " Halfway To Paradise ". [7] También apareció en el Brooklyn Paramount Theatre con DJ Murray the K. [8] Orlando también tenía cuatro discos que "Bubbled Under" the Hot 100: "Chills" en 1962, "Shirley" y " I'll Be There " en 1963, y "I Was A Boy (When You Needed A Man) como por Billy Shields en abril de 1969. Beautiful Dreamer para Orlando. Lanzada como sencillo en 1962, [10] la canción fue recogida por los Beatles, quienes la incluyeron en sus listas de canciones en la gira Helen Shapiro Tour de invierno de 1963 de los Beatles. [11] Se lanzó una versión grabada en su Álbum de 2013 On Air - Live at the BBC Volume 2.
New Colony Six grabó una composición de Orlando, "I'm Just Waitin' (Anticipatin' For Her To Show Up)", que llegó a las listas locales de Chicago y "Bubbled Under" the Hot 100 en julio de 1967. Ese año, Clive Davis contrató a Orlando. como director general de la filial editorial de Columbia Records, April-Blackwood Music. A fines de la década de 1960, Orlando se había abierto camino hasta convertirse en vicepresidente de una editorial más grande, CBS Music, donde firmó, coescribió y produjo Barry Manilow (bajo el nombre de "Featherbed") y trabajó con James Taylor, Grateful Dead, Laura Nyro y otros artistas. [12] [13] En el verano de 1969 grabó con el grupo de estudio Wind y tuvo un hit #28 ese año con "Make Believe" del productor Bo Gentry. Registros de vida de . Orlando estaba experimentando el éxito, principalmente como ejecutivo musical y Davis fingió no darse cuenta cuando Orlando aceptó un adelanto de $3,000 dólares y cantó siendo la voz principal en una canción llamada "Candida" como un favor para dos amigos productores. Si el registro fallaba, Orlando no quería que eso afectara su reputación, por lo que usó un seudónimo: Dawn. [14] [15]

## Tony Orlando y Dawn
Artículo principal: Tony Orlando y Dawn
Orlando grabó el disco " Cándida ", con coristas como Toni Wine (quien escribió la canción) y Linda November. Preocupado por un posible conflicto de intereses con sus funciones de April-Blackwood, Orlando cantó bajo la condición de que su nombre no se asociara con el proyecto, por lo que se lanzó bajo el nombre simple de "Dawn", el segundo nombre de la hija de Bell, el ejecutivo discográfico Steve Wax. [dieciséis]
"Candida" se convirtió en un éxito mundial en 1970, alcanzando el número uno en cinco países y los diez primeros en muchos otros, incluido el número tres en los Estados Unidos. [17] Dawn, con Wine y November nuevamente como coros, grabó otra canción, " Knock Three Times ", que se convirtió en un éxito número 1 de acuerdo a las listas de Billboard en 1971. Luego, Orlando quiso irse de gira y pidió a otros dos cantantes de sesión, Telma Hopkins y Joyce Vincent Wilson, que se unieran a la gira. Luego, Orlando descubrió que había seis grupos de gira que usaban ese nombre, por lo que Dawn se convirtió en "Dawn con Tony Orlando", que cambió a Tony Orlando y Dawn en 1973.
El nuevo grupo grabó más éxitos, incluidos " Tie a Yellow Ribbon Round the Ole Oak Tree " (1973) " Gypsy Rose " y " He Don't Love You (Like I Love You) " (1975), una versión del éxito de Jerry Butler, " Él te romperá el corazón ". Con una exitosa carrera discográfica, Orlando fijó su mirada en la televisión. Como se describe en The San Francisco Chronicle, "Tony Orlando y Dawn irrumpieron en los televisores durante la administración Ford, un antídoto soleado contra el oscuro cinismo que siguió a Watergate. Representaba valores simples y tradicionales, un regreso conservador al entretenimiento puro. Dibujaba una cara feliz en la "O" de su autógrafo. No era muy bueno, pero Estados Unidos lo amaba". [8] El Tony Orlando and Dawn Show en CBS se convirtió en un éxito, un reemplazo de verano para el programa de Sonny & Cher, y estuvo al aire durante cuatro temporadas desde 1974 hasta 1976. [18] Dio la bienvenida a los nombres más importantes del mundo del espectáculo cada semana como invitados de Orlando, incluidos sus ídolos de la infancia, Jackie Gleason y Jerry Lewis.
En la Convención Nacional Republicana de 1976 en Kansas City, Missouri, Orlando bailó al ritmo de "Tie a Yellow Ribbon" con la entonces primera dama Betty Ford . Los medios afirmaron que era para desviar la atención cuando Nancy Reagan entró al salón de convenciones Kemper Arena. Sin embargo, en el libro de Orlando Halfway to Paradise, afirma que le preguntaron a la Sra. Reagan cuál era su canción favorita, que resultó ser "Tie a Yellow Ribbon", por lo que la eligió como su canción de entrada. Ronald Reagan desafió sin éxito a Gerald Ford, para la nominación presidencial de ese año, pero regresó en 1980 para reclamar la presidencia. Ray Barnhart, codirector de Reagan de Texas, criticó a la Sra. Ford por haber "bailado una giga" con Orlando. Barbara Staff, otra copresidenta de Texas, calificó el comportamiento de Betty Ford como "un tiro bajo y bajo". [19]
El 12 de octubre de 2015, con la presencia de Telma Hopkins y Joyce Vincent Wilson, Pacific Pioneer Broadcasters honró a Orlando con su premio Art Gilmore Career Achievement Award en un almuerzo de celebridades.

## Luchas de finales de la década de 1970 y trabajo en solitario
Junto con la fama, Orlando tuvo batallas personales en la década de 1970. Fue brevemente adicto a la cocaína y luchó contra la obesidad y la depresión. En 1977, debido a la muerte de su hermana y al suicidio del amigo cercano de Orlando, el comediante Freddie Prinze, Orlando sufrió una crisis nerviosa y se retiró del canto. [20] Estuvo internado brevemente, pero volvió a la televisión con un especial de regreso de la NBC. A partir de entonces, continuó como solista, con dos sencillos en las listas de éxitos: el éxito bailable "Don't Let Go" en 1978 y "Sweets For My Sweet" en 1979. En la década de 1980, era una fuerza dominante en Las Vegas, Nevada, encabezando varios hoteles con audiencias agotadas. [ cita requerida ]
Orlando continuó principalmente como cantante solista, actuando de gira y regularmente en Las Vegas y Branson, Missouri. [21] Fue anfitrión de las porciones de la ciudad de Nueva York del Teletón del Día del Trabajo de la MDA en WWOR-TV desde la década de 1980, pero renunció en 2011 en respuesta al despido de Jerry Lewis de la Asociación de Distrofia Muscular. Ha ganado el Premio al Artista del Año del Casino, el Mejor Artista del Mundo - Las Vegas cuatro veces y antes de eso, tres veces en Atlantic City, el Premio al Artista del Año de Jukebox de la Asociación de Propietarios de Entretenimiento y Música de New York, la Medalla de Honor de Ellis Island, y también recibió el Premio Bob Hope a la excelencia en el entretenimiento de la Sociedad de la Medalla de Honor del Congreso en honor a sus esfuerzos en nombre de los veteranos de los Estados Unidos. Su trabajo en nombre de los veteranos estadounidenses lo llevó a ser nombrado presidente honorario en el 40.º aniversario de la celebración de regreso a casa de NAM-POW en la Biblioteca Presidencial Richard M. Nixon en 2014. [ cita requerida ]
Orlando es miembro de la junta directiva de la Fundación Eisenhower, así como presidente honorario de Snowball Express, una organización que sirve a los hijos de los héroes militares caídos. Es el anfitrión de la cena anual de la Medalla de Honor del Congreso en Dallas, Texas. Se ha desempeñado como maestro de ceremonias en los Premios a la Libertad del Secretario de Defensa en el Pentágono en Washington D. C. [18]
En 2020, Orlando comenzó a presentar un programa clásico de los sábados por la noche para WABC Radio cuando la estación de la ciudad de Nueva York restauró parcialmente su formato de música. [22]
A partir de entonces, Orlando inició una carrera en el mundo de la actuación, apareciendo inicialmente en el reparto de la serie de televisión Chico and the Man.

## Discografía

### Álbumes
- Bless You and 11 Other Great Hits (1961)
- Make Believe (1969) (with 'Wind')
- Before Dawn(1973)
- Tony Orlando (1978)
- I Got Rhythm (1979)
- Livin' for the Music (1980)
- Halfway to Paradise: The Complete Epic Masters 1961-1964 (2006)
- Bless You (2014)